# 帅立志
帅立志（1924年—），别号桑桥、无帽堂主，男，汉族，广西桂林人，中国书法家，曾任中国书法家协会理事。